# Los Cómplices
Los Cómplices es un cortometraje de terror fantástico del 2023, dirigido por Alberto Evangelio. Tiene un claro compromiso social, ya que habla del derecho a una muerte digna en España, algo que era imposible hasta la aprobación de la ley de la eutanasia. Coproducido por Beniwood Producciones y Filmax cuenta con el apoyo del Ministerio de Cultura del Gobierno de España, Institut Valencià de Cultura, À Punt Mèdia y GOSUA. Fue estrenado el 15 de octubre de 2023 en el Festival de Cine de Sitges.

## Sinopsis
Valencia, 1998. Una mujer desesperada que necesita ayudar a su padre a morir recurre a unos misteriosos “cómplices” sin saber lo que en realidad significa su colaboración.

## Reparto
- Lorena López - Marina
- Iván Massagué - Salvador
- Lucía Pardo - Consuelo
- Rafa Calatayud - Miguel

## Recepción de la Crítica
Las críticas recibidas de "Los Cómplices" han sido generalmente positivas. En la web TerrorWeekend la calificaron "un cortometraje que cumple con los objetivos que toda obra de género debe tener: tensión, vuelta de tuerca y unas interpretaciones de altura" . En Magazinema destacaron que "es un cortometraje de muchísima calidad, que está condensado tan bien y con tanto buen criterio que la tensión es desde el minuto uno, instante en el que ya has conectado con ese universo extraño que se han inventado aquí para hacernos disfrutar".  Mientras que Mundiario indica "El director Alberto Evangelio se ha presentado con un regreso triunfal en el escenario cinematográfico gracias a su nuevo cortometraje". 

## Participación en Festivales
- Festival de Cine de Sitges [4]
- Terror Molins [5]
- Semana de Cine Fantástico y de Terror de San Sebastián [6]
- Isla Calavera - Festival de Cine Fantástico de Canarias [7]
- Festival Nambrocorto
- Fanter Film Festival [8]
- En Ocasiones Veo Cortos
- Hator Hator Horror Fest